# Postodius imperfectus
Postodius imperfectus is een vlokreeftensoort uit de familie van de Odiidae. De wetenschappelijke naam van de soort is voor het eerst geldig gepubliceerd in 1983 door Hirayama.